# Rajon Alamüdün
Alamüdün (kirgisisch Аламүдүн) ist ein Rajon im Oblus Tschüi im Norden Kirgisistans. Nach einem Zensus aus dem Jahr 2009 leben 148.032 Menschen in dem Rajon, dessen Hauptort Lebedinowka, ein östlicher Vorort der kirgisischen Hauptstadt Bischkek, ist.

## Lage
Der Rajon mit einer Fläche von 1503 Quadratkilometern liegt im Norden des Landes und grenzt an die Hauptstadt Bischkek. Diese ist administrativ vom Oblus Tschüi losgelöst und bildet ein separates Gebiet, weite Teile der Vororte und der Umgebung der Stadt gehören aber zum Rajon Alamüdün, darunter auch der Hauptort Lebedinovka im Großraum Bischkek. Mit einer Nord-Süd-Ausdehnung von circa 90 Kilometern erstreckt sich der Rajon von den nördlichen Ausläufern des Kirgisischen Gebirges im Süden bis zur Grenze zu Kasachstan im Norden. Im Westen schließt sich der Rajon Sokuluk an, im Osten die Hauptstadt Bischkek und der Rajon Yssyk-Ata.
Der Süden des Rajons ist auf Grund der dortigen Berge kaum besiedelt. Mit dem 4895 Meter hohen Pik Semjonow-Tjan-Schanski liegt der höchste Berg des Kirgisischen Gebirges im Rajon Alamüdün. Außerdem gehören mit dem Pik Korona und dem Pik Swobodnaja Korea zwei weitere Berge zum Rajon Alamüdün, die zu den höchsten der Region zählen. Auch die Quelle des Flusses Alamüdün, der zum Flusssystem des Tschüi gehört, befindet sich im Kirgisischen Gebirge. Ein Teil der Gebirgslandschaft im Süden des Rajons steht als Ala-Artscha-Nationalpark unter besonderem Schutz. Der Nationalpark ist ein beliebtes Ziel für Touristen und Einwohner von Bischkek, unter anderem sind Wandern und Eisklettern beliebte Aktivitäten. In einzelnen Gebieten in den äußersten nördlichen Ausläufern des Gebirges bestehen auch Angebote zum Skifahren. Im Norden des Kirgisischen Gebirges schließt sich der Großraum Bischkek an, während die Grenzregion zu Kasachstan hauptsächlich landwirtschaftlich geprägt ist.

## Verkehr
Die unmittelbare Nähe Bischkeks sorgt für eine gute Anbindung des Rajons an den Fernverkehr und eine vergleichsweise leistungsfähige Infrastruktur im Umkreis der Hauptstadt. Im nördlichen und südlichen Teil des Rajons ist die Verkehrsinfrastruktur hingegen weniger gut ausgebaut. Der kirgisische Abschnitt der Europastraße 40, die Calais in Frankreich über Bischkek mit dem kasachischen Ridder verbindet, verläuft für ein kurzes Stück in Ost-West-Richtung durch den Rajon. Auch die Trasse der Bahnstrecke Lugowoi–Bischkek führt durch den Rajon Alamüdün.

## Sonstiges
Das aufsehenerregendste Ereignis in der jüngeren Geschichte des Rajons stellte die Verhaftung des ehemaligen kirgisischen Präsidenten Almasbek Atambajew im Ort Koy Tasch südlich von Bischkek im Rajon Alamüdün dar. Am 7. August 2019 versuchten Spezialkräfte Atambajew auf Grund des Vorwurfs der Korruption und der Komplizenschaft bei Straftaten in seinem Haus in Koy Tasch zu verhaften, wurden daran aber von Anhängern des Ex-Präsidenten gehindert. Bei den gewaltsamen Auseinandersetzungen zwischen den Beamten und den Unterstützern Atambajews wurden 80 Menschen verletzt, ein Soldat der Spezialkräfte starb. Am 8. August gelang den Beamten schließlich die Verhaftung Atambajews.